# 山田武史
山田 武史（やまだ たけし、1965年6月1日 - ）は、福岡県出身の元プロ野球選手（投手）。

## 来歴・人物
久留米商業高では、エースとして1983年の春のセンバツと夏の甲子園に連続で出場。春の選抜は、1回戦で宇部商業高の秋村謙宏と投げ合い完封勝ちを飾るが、2回戦で駒大岩見沢高に敗退。夏の選手権は、3回戦で池山隆寛のいた市立尼崎高に9回裏逆転サヨナラ勝ち。勢いを駆って準決勝まで進むが、横浜商業高の三浦将明に抑えられ大敗を喫する。当時から大会屈指の速球派投手として注目された。
高校卒業後は、社会人野球の本田技研熊本に進む。NTT九州の補強選手として1985年の都市対抗野球に出場。1回戦で日本石油を相手に好リリーフ、初勝利の活躍を見せる。
1986年オフ、ドラフト外で読売ジャイアンツに入団。ドラフト外ながら、契約金5000万円はその年のドラフト1位木田優夫の4500万円を上回り、背番号も比較的若い22を与えられるなど、即戦力として期待された。1年目の1987年に中継ぎとして10試合に登板するが、その後は出場機会がなかった。
1990年6月、本原正治と共に金銭トレード（移籍金が非常に低額な「実質無償トレード」）にて福岡ダイエーホークスに移籍。同年は20試合に登板するが社会人時代に肩を壊しており、ダイエー移籍後も右ひざを故障するなど怪我に悩まされ、プロではあまり活躍できなかった。
1991年12月、ダイエーのドラフト10人指名の余波を受け本村信吾、大塚賢一とともに保留選手名簿に記載されたにもかかわらず解雇通告を受けたが、本村の提訴により山田は参稼報酬の9割相当額（1991年の年俸の9割）で和解が成立し、現役を引退した。
引退後は、不動産会社勤務、ゴルフショップ経営などを行い、健康食品の販売などトータルライフコーディネーターを経て、スチールエンジ福岡営業所に勤務。

## 詳細情報

### 年度別投手成績
| 年 度     | 球 団     | 登 板 | 先 発 | 完 投 | 完 封 | 無 四 球 | 勝 利 | 敗 戦 | セ 丨 ブ | ホ 丨 ル ド | 勝 率 | 打 者 | 投 球 回 | 被 安 打 | 被 本 塁 打 | 与 四 球 | 敬 遠 | 与 死 球 | 奪 三 振 | 暴 投 | ボ 丨 ク | 失 点 | 自 責 点 | 防 御 率 | W H I P |
| --------- | --------- | ----- | ----- | ----- | ----- | -------- | ----- | ----- | -------- | ----------- | ----- | ----- | -------- | -------- | ----------- | -------- | ----- | -------- | -------- | ----- | -------- | ----- | -------- | -------- | ------- |
| 1987      | 巨人      | 10    | 0     | 0     | 0     | 0        | 0     | 0     | 0        | --          | ----  | 60    | 13.2     | 13       | 6           | 5        | 0     | 0        | 11       | 1     | 0        | 9     | 9        | 5.93     | 1.32    |
| 1990      | ダイエー  | 20    | 0     | 0     | 0     | 0        | 0     | 1     | 0        | --          | .000  | 146   | 36.0     | 34       | 7           | 12       | 1     | 1        | 15       | 1     | 0        | 20    | 18       | 4.50     | 1.28    |
| 通算：2年 | 通算：2年 | 30    | 0     | 0     | 0     | 0        | 0     | 1     | 0        | --          | .000  | 206   | 49.2     | 47       | 13          | 17       | 1     | 1        | 26       | 2     | 0        | 29    | 27       | 4.89     | 1.29    |

### 記録
- 初登板：1987年4月15日、対ヤクルトスワローズ戦（明治神宮野球場）、3回から3番手で救援登板、2回無失点

### 背番号
- 22 （1987年 - 1988年）
- 59 （1989年 - 1990年途中）
- 48 （1990年途中 - 1991年）